# Ceiba-Intercontinental-Airlines-Flug 71
Ceiba-Intercontinental-Airlines-Flug 71 war ein planmäßiger internationaler Linienflug der Ceiba Intercontinental Airlines von Dakar nach Malabo über Cotonou. Am 5. September 2015 kollidierte eine Boeing 737-800 auf diesem Flug über dem Osten des Senegal mit einem Sanitätsflugzeug der Sénégal Airlines. Die Boeing 737 konnte nach dem Zusammenstoß sicher in Malabo landen. Das Sanitätsflugzeug hingegen flog nach der Kollision noch bis zum Ausgehen des Treibstoffs weiter und stürzte in den Atlantik, wobei alle Menschen an Bord ums Leben kamen.

## Flugzeug
Bei der betroffenen Boeing handelt es sich um eine Boeing 737-8FB mit dem Luftfahrzeugkennzeichen 3C-LLY, die im Februar 2014 in Betrieb genommen wurde. Das Sanitätsflugzeug war eine Hawker Siddeley HS.125 auf dem Weg von Ouagadougou nach Dakar mit dem Kennzeichen 6V-AIM; es war seit 1979 in Betrieb. Es ist bislang (Stand 28. Januar 2016) noch nicht gefunden worden.

## Unfallverlauf
Die beiden Flugzeuge stießen um etwa 18:13 Uhr über dem Osten Senegals zusammen. Es wird angenommen, dass das Sanitätsflugzeug durch die Kollision einen Druckverlust erlitt, durch den alle Menschen an Bord bewusstlos wurden. Das Flugzeug wurde danach vermutlich vom Autopiloten weiter geflogen. Über Dakar hinaus flog es auf den Atlantik hinaus, bis etwa 110 Kilometer (59 Seemeilen) von der Küste entfernt der Treibstoff ausging und das Flugzeug abstürzte.
Die Boeing 737 wurde bei der Kollision nur leicht beschädigt, ein kleiner Teil des Winglets der linken Tragfläche wurde dabei abgerissen. Die Besatzung der Boeing verzichtete auf die Landung in Cotonou und landete sicher in Malabo.

## Ursache
Die Untersuchung ergab als Unfallursache, dass das Sanitätsflugzeug 1000 Fuß (rund 300 Meter) über der zugewiesenen Höhe flog. Die Flugverkehrskontrolle wies der Hawker eine Flughöhe von 34.000 Fuß (rund 10.400 Meter) zu, die Besatzung der Hawker stieg jedoch auf 35.000 Fuß (rund 10.700 Meter) Höhe und kreuzte so die Flugbahn der Boeing 737. Weder die Flugverkehrskontrolle noch die Besatzung der Hawker bemerkten den Fehler.
Bereits sechs Wochen vorher hatte die HS.125 eine gefährliche Annäherung mit einer Boeing 737 der Arik Air, als sie ebenfalls in einer um 1000 Fuß falschen Höhe flog. Zwei Wochen davor war eine Differenz von 200 Fuß zwischen den beiden Höhenmessern festgestellt worden, was weit außerhalb der zulässigen Toleranz von 75 Fuß lag. Diese Fehlfunktion wurde jedoch weder behoben noch gemeldet. Der zuständige Techniker hatte die Gesellschaft Sénégal Airlines am 15. August 2015 verlassen; sein Nachfolger hatte keine gültige Lizenz, um an der HS.125 zu arbeiten. Daher hätte die Maschine nach dem 15. August nicht mehr fliegen dürfen. Auch am 29. August kam es wieder zu einer Abweichung von 1000 Fuß während eines Fluges, sieben Tage vor der Kollision. Bei der Unfalluntersuchung stellte sich außerdem heraus, dass der Erste Offizier der Sénégal Airlines nicht über eine anerkannte Lizenz für diesen Flugzeugtyp verfügte.